# Mohsen Farahvashi

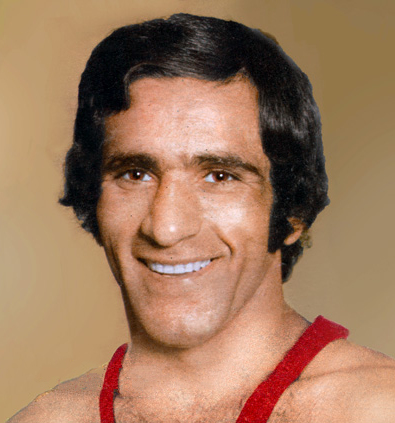
Mohsen Farahvashi in den 1970er Jahren

Mohsen Farahvashi (* 21. Juli 1947) ist ein ehemaliger iranischer Ringer und derzeitiger Trainer. Er war Weltmeister 1973 im freien Stil im Bantamgewicht.

## Werdegang
Mohsen Farahvashi wurde im Jahre 1973 bei der Weltmeisterschaft in Teheran erstmals bei einer internationalen Meisterschaft eingesetzt. Er war zu diesem Zeitpunkt bereits 26 Jahre alt und über seine sportlichen Weg vor dieser Meisterschaft ist nichts bekannt. In Teheran startete er im Bantamgewicht im freien Stil, dem Stil, den er ausschließlich rang und überraschte seine Konkurrenten durch seine hervorragenden Leistungen. Er besiegte dort Jorge Ramos aus Kuba, Horst Mayer aus der DDR, Salim Bak aus der Türkei, Megdiin Choilogdordsch aus der Mongolei und ganz überraschend auch Wladimir Jumin aus der Sowjetunion und wurde so auf Anhieb Weltmeister.
1974 war Mohsen Farahvashi bei den Asien Spielen in Teheran im Einsatz. Er siegte auch dort im Bantamgewicht vor dem Japaner Tadashi Sasaki und Ha Hi-woo aus Südkorea. Bei der Studenten-Weltmeisterschaft in Moskau verlor er im Endkampf gegen Tadashi Sasaki, wurde aber vor Pawel Schestakow aus der UdSSR, Sudesh Kumar aus Indien und Donald Behm aus den Vereinigten Staaten zweiter Sieger.
Bei der Weltmeisterschaft 1975 in Minsk vertrat er den Iran wieder im Bantamgewicht, war allerdings in keiner guten Form. Er gewann in Minsk nur gegen Mehmet-Emin Simsek aus der Türkei und verlor gegen Grigoire Condrat aus Rumänien und Risto Darlev aus Jugoslawien und erreichte nur den 9. Platz.
Im Jahre 1976 startete Mohsen Farahvashi bei den Olympischen Spielen in Montreal. Er siegte dort im Federgewicht über Egon Beiler aus Kanada, Kenkichi Meakawa, Japan und Gene Davis, USA und verpasste aber nach Niederlagen gegen Dsewegiin Oidow aus der Mongolei und Vehbi Akdağ aus der Türkei mit dem 4. Platz knapp eine Medaille.
Mit Ablauf des Jahres 1976 war die internationale Ringerkarriere von Mohsen Farahvashi, die insgesamt nur vier Jahre dauerte, schon wieder zu Ende, denn er tauchte bei keiner internationalen Meisterschaft mehr auf.
Das nächste Lebenszeichen von ihm gab es dann erst wieder im Jahre 2003. In diesem Jahr wurde er in Teheran Cheftrainer der iranischen Nationalmannschaft der Freistilringer. 2007 übernahm der das Amt des Nationaltrainers der iranischen Junioren-Nationalmannschaft der Freistilringer.

## Internationale Erfolge
(OS = Olympische Spiele, WM = Weltmeisterschaft, F = freier Stil, Ba = Bantamgewicht, Fe = Federgewicht, damals bis 57 kg bzw. 62 kg Körpergewicht)
- 1973, 1. Platz, Turnier in Bukarest, F, Ba, vor Dobronel, Rumänien u. Jorge Ramos, Kuba:

- 1973, 1. Platz, WM in Teheran, F, Ba, mit Siegen über Sudesh Kumar, Indien, Jorge Ramos, Horst Mayer, DDR, Salim Bak, Türkei, Megdiin Choilogdordsch, Mongolei u. Wladimir Jumin, Sowjetunion;

- 1974, 1. Platz, Asien-Spiele in Teheran, F, Ba, vor Tadashi Sasaki, Japan, Ha Hi-woo, Südkorea u. K. Mehdi, Irak;

- 1974, 2. Platz, Studenten-WM in Moskau, F, Ba, hinter Tadashi Sasaki und vor Pawel Schestakow, UdSSR, Sudesh Kumar und Donald Behm, USA;

- 1975, 2. Platz, Großer Preis der Bundesrepublik Deutschland in Aschaffenburg, F, Fe, hinter Mohamed Navai, Iran u. vor Eduard Giray, BRD, Osman Yilmaz, Türkei u. Martin Knosp, BRD;

- 1975, 1. Platz, „Werner-Seelenbinder“-Turnier in Leipzig, F, Ba, vor Iwan Sotschew, Bulgarien, Jorge Ramos u. Ramezan Kheder, Iran;

- 1975, 9. Platz, WM in Minsk, F, Ba, mit einem Sieg über Mehmet-Emin Simsek, Türkei u. Niederlagen gegen Grigoire Condrat, Rumänien u. Risto Darlev, Jugoslawien;

- 1976, 4. Platz, OS in Montreal, F, Fe, mit Siegen über Egon Beiler, Kanada, Kenkichi Maekawa, Japan u. Gene Davis, USA u. Niederlagen gegen Dsewegiin Oidow, Mongolei u. Vehbi Akdağ, Türkei